# 潘树辰
潘树辰，浙江歸安人，清朝政治人物。舉人出身。
同治九年八月，接替傅琳森。擔任江蘇荆溪縣知縣。后由徐炳奎接任。同治九年八月，接替徐炳奎。擔任江蘇荆溪縣知縣。后由孫士逵接任。曾于1875年接替王其淦任金山县知县一职，1876年由龚宝琦接任。